# Fidelis Andria 2018
La Fidelis Andria 2018 es un club de fútbol de Italia, con sede en Andría, en Apulia. Fue fundado en 1920 y refundado en varias oportunidades. Compite en la Serie D, cuarta categoría del fútbol italiano.

## Historia
Fue fundado en el año 1920 en la ciudad de Andria con el nombre Andria y su uniforme era celeste. En 1928, año que aparece en el nombre actual y en el escudo, se incorporó a la Federación Italiana de Fútbol (FGCI). En 1948 el club fue refundado al fusionarse con otro club de Andria, el Audace, y tomó el nombre Associazione Sportiva Andria.
En el año 1971 se fundó en Andria un segundo club con el nombre Associazione Sportiva Fidelis Andria, con uniforme era rojo y amarillo. En 1978 el A.S. Andria fue excluido del campeonato por la FGCI, tras unos incidentes entre los hinchas de este equipo y los del Potenza; luego le fue permitido inscribirse en el campeonato de Terza Categoria. Mientras tanto, el A.S. Fidelis Andria se puso el objetivo de convertirse en el primer equipo de la ciudad y cambió el rojo y amarillo de su uniforme por el blanco y el celeste.
Al terminar la temporada 2004/05 el club se declara en bancarrota y para el verano del 2005 el club fue refundado como Associazione Sportiva Andria BAT, jugando en la desaparecida Lega Pro Seconda Divisione en dos ocasiones hasta que al terminar la temporada 2008/09 es admitido en la Lega Pro Prima Divisione por el descenso obligado del Avellino a la Serie D, manteniéndose en la tercera categoría hasta la temporada 2012/13 luego de retornar a la Lega Pro Seconda Divisione.
En el verano del 2013 nace el club actual, como parte de la Eccellenza, logrando ascender a la Serie D para la temporada 2014/15. El 26 de abril de 2015 vence al Cavese 3-2 y gana el ascenso a la Lega Pro.

## Palmarés

### Torneos interregionales
- Serie C1 (1): 1996-97 (Grupo B)
- Serie C2 (1): 1988-89 (Grupo C)
- Serie D (1): 2014-15 (Grupo H)
- Campionato Interregionale (1): 1983-84 (Grupo I)

### Torneos regionales
- Promozione Apulia (1): 1953-54
- Prima Categoria Apulia (1): 1979-80 (Grupo A)